# 郑氏单粗腹摇蚊
郑氏单粗腹摇蚊（学名：Monopelopia zhengi），一种于中国海南尖峰岭国家级自然保护区发现的双翅目昆虫，隶属于摇蚊科单粗腹摇蚊属，是该属物种在中国境内的首次发现，种小名源自中国昆虫学家郑乐怡的姓氏，以感谢其对中国昆虫分类研究的贡献。

## 鉴别特征
郑氏单粗腹摇蚊的中足和后足具有2个胫距，抱器端节前端逐渐变细。